# Sebastião José de Barros
Sebastião José de Barros (Monte Alegrete, 1800 – Elvas), Fidalgo da Casa Real. Foi um magistrado português, Juiz da Alfandega de Montalegre, por merçê de D. Maria I de 27 de Junho de 1791..

## Biografia
Era filho do Magistrado e Juiz da Vila de Alegrete, em Portalegre, Dr. João Bernardo de Barros e de Dª Maria do Rosário Duarte de Sá. Neto paterno do também magistrado na mesma Vila de Alegrete, Dr. Sebastião de Barros.
Casou em 1820, com Dª Maria Rosa Sanches de Mascarenhas e deste casamento teve um filho, também Juiz e Magistrado, Dr. António José de Barros e Sá, Ministro da Justiça em 1881.

## Guerra Civil Portuguesa
Quando em 1826, D. João VI morre inesperadamente e surge o problema da sucessão, é o Dr. Sebastião José de Barros, no exercício do seu cargo de Juiz da Alfandega de Montalegre, que assina a Declaração de Fidelidade ao Rei D. Pedro IV, enviada pelos habitantes de Montalegre, em 17 de Agosto de 1826.

## Horas e Condecorações
- Fidalgo da Casa Real